# Ruellia rusbyi
Ruellia rusbyi är en akantusväxtart som beskrevs av Emery Clarence Leonard. Ruellia rusbyi ingår i släktet Ruellia och familjen akantusväxter. Inga underarter finns listade i Catalogue of Life.